# Sashimi
Sashimi (jap. 刺身) – japoński sposób serwowania surowego mięsa – głównie ryb i owoców morza, ale także wołowiny i koniny (basashi) lub kurczaka (torisashi). Składniki krojone są najczęściej w kostkę lub płatki i podawane z dodatkiem przypraw.

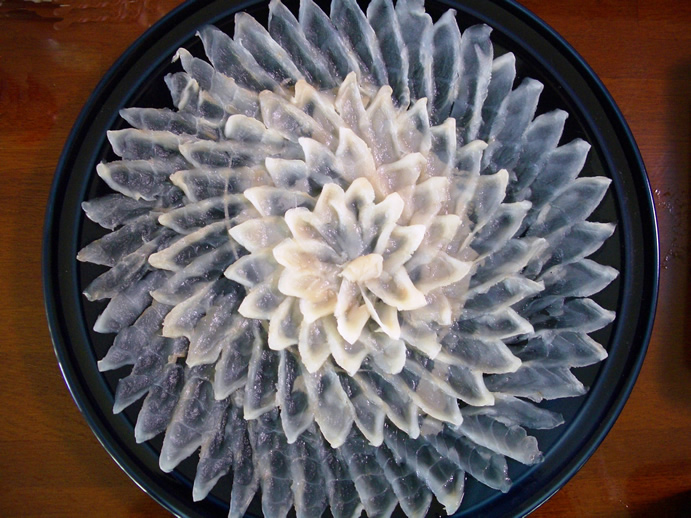
Sashimi z ryby fugu

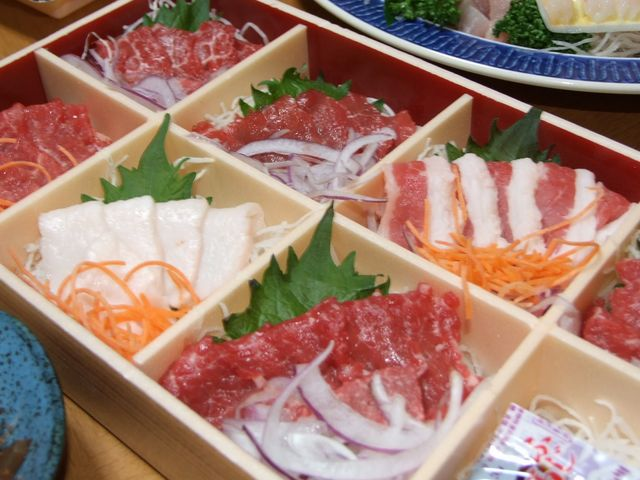
Sashimi z koniny

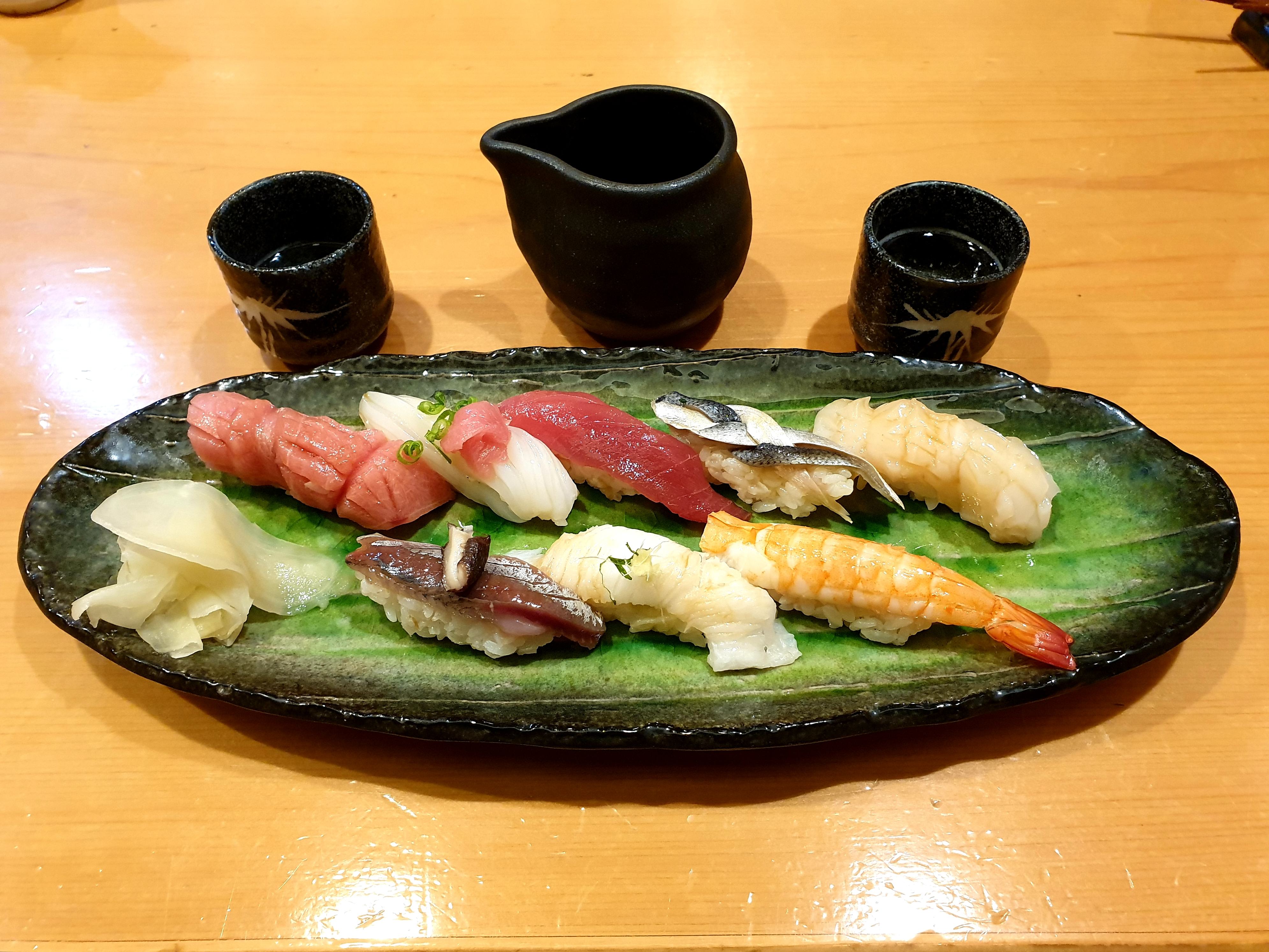
Tradycyjne sashimi

Klasycznymi dodatkami i przyprawami do sashimi są wasabi, rzodkiew daikon, sos sojowy, cytrusowy sos ponzu. Sashimi jest przygotowywane ze świeżych ryb (często świeżo zabitych) na miejscu, na oczach klienta.